# Same Goes for You
Same Goes for You è il terzo album in studio del cantante statunitense Leif Garrett, pubblicato nel novembre del 1979 per l'etichetta discografica Scotti Bros. Records.
È il primo album dopo il successo del singolo I Was Made for Dancin'.

## Tracce
1. Give In
2. Guilty Porter
3. Hungry for Your Love Tonight (Lloyd)
4. I Was Looking for Someone to Love
5. If I Were a Carpenter
6. Kicks
7. Little Things You Do
8. Memorize Your Number
9. Moonlight Dancin'
10. Same Goes for You
11. Singin' in the Rain (Brown, Freed)
12. When I Think of You